# Ármin Glatter

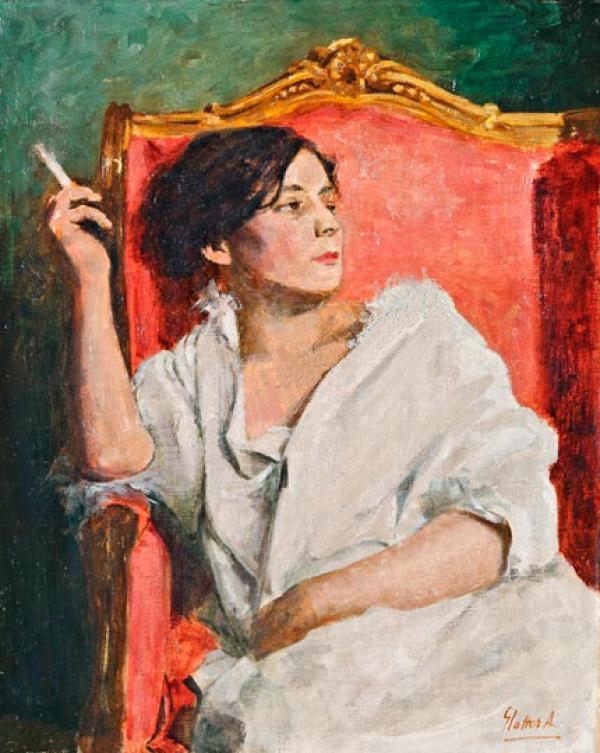
Dame im Lehnstuhl

Ármin Glatter (* 24. April 1861 in Moldava nad Bodvou; † 29. Oktober 1931 in Budapest) war ein ungarischer Porträt- und Genremaler.
Glatter studierte zunächst Jura und dann von 1882 bis 1885 an der Musterzeichenschule (Mintarajziskolában) in Budapest bei Károly Lotz und ab dem 18. Oktober 1886 an der Königlichen Akademie der Künste in München bei Gabriel von Hackl.
Danach unternahm er Studienreisen nach Deutschland, Russland und Italien. Er verbrachte auch ein Jahr in Paris.
Um 1897 lehrte er an der „Freischule für Malerinnen“ von Sándor Bihnari und Imre Knopp in Budapest, später auch in der 1921 eröffneten jüdischen Kunstschule. Er war einer der Gründer des Künstlervereins SÉSZEK. Ab 1888 stellte er seine Werke in der Budapester Kunsthalle aus. Seine Werke sind in der ungarischen Nationalgalerie zu finden. Ármin Glatter malte hauptsächlich Frauenbildnisse, manchmal auch in Form von Miniaturen.
Sein Sohn Gyula Glatter (1886–1927) und seine Tochter Etel Glatter (1893–1952) wurden ebenfalls Maler.